# Bogomila
Bogomila je žensko osebno ime.

## Izvor imena
Ime Bogomila je ženska oblika moškega osebnega imena Bogomil.

## Različice imena
Boga, Bogdana, Bogoljuba, Bogomira, Bogoslava, Bogumila, Boguslava, Boža, Božidara, Mila, Milena, Milka

## Pogostost imena
Po podatkih Statističnega urada Republike Slovenije je bilo na dan 31. decembra 2007 v Sloveniji število ženskih oseb z imenom Bogomila: 189.

## Osebni praznik
V koledarju je ime Bogomila uvrščeno k imenu Bogomil.